# 루이스 아들론
루이스 구스타프 아돌프 아들론(독일어: Louis Gustav Adolf Adlon, 1907년 10월 7일~1947년 3월 31일)은 독일의 배우이다.

## 생애
베를린에서 태어났다.
1947년 로스앤젤레스에서 사망하였다. 할리우드 포에버 공동묘지에 매장되었다.

## 작품 목록

### 영화
- 마이 페이버릿 스파이 (1942년)
- 아이슬란드 (1942년)
- 초콜릿 솔저 (1941년)
- 나치 스파이의 고백 (1939년)
- 더 아시스 폴리스 오브 1939 (1939년)
- 해피 랜딩 (1938년)

## 같이 보기
- 퍼시 아들론
- 패멀라 애들론